# George Benjamin
George Benjamin, CBE (Londres, 31 de gener de 1960), és un compositor britànic, pianista, director d'orquestra i pedagog.

## Biografia

### Estudis
George Benjamin va començar a rebre lliçons de piano als 7 anys, i de seguida va agafar un fort interès per la composició. Amb un curiositat nul·la per la música de tradició clàssica, el fet de veure la pel·lícula Fantasia li va obrir l'interès i va començar a assistir a nombrosos concerts i a estudiar les obres del cànon clàssic, fins a arribar a les avantguardes del moment com Ligeti o de Boulez.
Mentre estudiava piano i composició amb Peter Gellhorn, aquest el va recomanar a Olivier Messiaen, i va empènyer Benjamin a viatjar a París per estudiar amb ell. Es van trobar per primera vegada quan George tenia només 16 anys, però va suscitar ràpidament l'interès del seu mestre i aviat es va convertir en un dels seus alumnes predilectes (va arribar a comparar-lo amb Mozart). A París també estudià piano amb Yvonne Loriod. Al cap d'un any, Benjamin va tornar al seu país per graduar-se al King’s College de Cambridge, i va seguir estudiant composició amb Alexander Goehr. Aquest també era antic alumne de Messiaen, però amb una estètica i una manera d'ensenyar totalment oposada: Goehr tenia una aproximació de la música més intel·lectual, mentre que la de Messiaen era més espiritual i espontània. Gràcies a la influència d'aquests dos professors tan diferents, Benjamin va ser capaç de trobar un llenguatge propi.

### Primers èxits i maduració (1980-2000)
L'any 1980 es va estrenar Ringed by the flat horizon, la primera obra de Benjamin per a orquestra, a The Proms de la BBC, mentre encara era estudiant. Es va convertir, així, en el compositor més jove la música del qual s'ha tocat en la història del cicle, i va rebre una ovació primerenca i un gran reconeixement amb només vint anys.
Entre el 1984 i el 1987, va estar fent recerca sobre música electroacústica a l'institut IRCAM de París, que culminaria amb Antara, una obra que combina instruments convencionals i electrònica en viu (controlada per dos teclats). Antara pren com a punt de partida el so de les flautes de pan (anomenades antara en llengua quítxua), i utilitza els mitjans electrònics per transformar-ne la sonoritat i integrar-la de manera sorprenent amb els altres instruments. Com a curiositat, també és la primera partitura publicada utilitzant el programa de notació Sibelius. Aquesta fascinació de Benjamin pel so fresc dels instruments no convencionals el porta a compondre, l'any 1990, Upon silence, una peça per a mezzo-soprano i cinc violes de gamba, aprofitant al màxim el so curiós i les possibilitats d'aquest instrument arcaic.
Entre les altres obres rellevants d'aquest període trobem A mind of winter, At first light, Sudden Time, Three inventions for chamber orchestra o Viola, viola, la majoria d'elles encarregades per importants entitats com el festival de Salzburg o el Tokyo Opera City Concert Hall.

### Obra recent (2000-2019)
Des de l'any 2000 ha estrenat diverses obres importants, com els Palimpsets per a orquestra (2000, dedicats a Pierre Boulez amb motiu del seu 75è aniversari), el Duet per a piano i orquestra (2008, un encàrrec de l'empresa Roche i el festival de Lucerna) o Dream of the Song (2015), per a contratenor, cor de veus femenines i orquestra. Tanmateix, el nombre d'obres escrites és menor que en èpoques anteriors, ja que la producció s'ha centrat en el gènere de l'òpera, amb composicions molt més llargues.
L'any 2005, Benjamin va conèixer el dramaturg Martin Crimp, amb qui col·laborarien per escriure Into the little hill. És la primera òpera del compositor, que presenta un format reduït (dues cantants i quinze instrumentistes, i una durada de només 40 minuts) i proposa una versió fosca del conte del Flautista d'Hamelín. Des dels inicis de la seva carrera, el compositor s'havia delit per abordar el gènere operístic, però no trobava un col·laborador amb qui se sentís còmode treballant. Arran d'aquesta primera col·laboració, el duo va fer l'any 2012 el salt a l'òpera de gran format amb Written on Skin, encarregada pel festival d'Aix en Provence. Aquest cop, el drama girava entorn d'una llegenda medieval de Guillem de Cabestany, i la posada en escena va anar a càrrec de la directora escènica Katie Mitchell. La primera representació a Barcelona va ser el 2016 al Liceu. Lessons in Love and Violence, la seva última creació, s'estrenà l'any 2018 i fou coproduïda pel Gran Teatre del Liceu, entre d'altres entitats.
Com a pedagog, ha ensenyat composició al Royal College of Music de Londres del 1985 al 1994, i des del 2001 és també «Henry Purcell Professor of Composition» en el King's College de Londres. Cada cop més sovint, Benjamin ha anat incorporant la faceta de director a la seva carrera musical, dirigint tant obres pròpies com també d'altres compositors. Col·labora habitualment amb la London Sinfonietta, amb qui ha gravat moltes de les seves composicions, i també ha dirigit orquestres de gran renom mundial com la Filharmònica de Berlín o l'Orquestra Reial del Concertgebouw. Les seves obres són publicades per l'editorial Faber Music, i enregistrades pel segell Nimbus Records.

## Estil compositiu
George Benjamin té un catàleg relativament escàs, degut a la seva extrema cura pel detall a l'hora de compondre, que comporta una lentitud en el seu treball. L'obra Sudden Time, per exemple, va comportar 5 anys de gestació per 15 minuts de música.
La seva música és atonal en la major part, però no s'adscriu al corrent serial, que era el més establert a l'època en què ell estudiava, ni tampoc beu de la música aleatòria. En canvi, utilitza recursos més emmarcats dins la tradició clàssica com el cànon o l'hoquetus, transformats a la seva manera. També té molta cura de l'harmonia i de la melodia, elements a vegades repudiats per segons quins corrents estètics coetanis, però que ell, com el seu mestre Messiaen, considera elements importantíssims dins la composició. També ha experimentat amb la microtonalitat o l'espectralisme, i fins i tot amb l'electrònica. Tanmateix, el seu estil no està exclusivament emmarcat dins de cap corrent concret, i evita els clixés i les formes preestablertes.
Encara que la majoria no puguin ser considerades com a música programàtica, les obres de George Benjamin solen estar inspirades en poemes, fins i tot les que no tenen text (com Ringed by the flat horizon, que pren com a punt de partida uns versos de T.S. Eliot) o bé en pintures o fotografies (com At first light, que s'inspira en la pintura de J. M. W. Turner Norham castle, sunrise).
A més de compondre obres originals, també ha realitzat orquestracions sobre composicions de Bach i Purcell. També, a la mort de Messiaen, va ajudar la seva vídua Yvonne Loriod a finalitzar l'orquestració del Concert a quatre, que aquest havia deixat inacabat.

## Premis i reconeixements
El 2001 fou guardonat amb el Premi Arnold-Schönberg de composició. El 2010 és condecorat com a Commander del Molt Excel·lent Orde de l'Imperi Britànic. També és Chevalier dans l'ordre des Arts et Lettres i membre de la Bavarian Academy of Fine Arts.
També se li han dedicat diversos cicles a Madrid o Estrasburg, i ha estat compositor resident d'orquestres com la Filharmònica de Berlín o de festivals com el de Lucerna.

## Catàleg d'obres
| Any     | Obra | Tipus d'obra               | Durada aprox. (minuts) |
| ------- | --- | -------------------------- | ---------------------- |
| 1977    | Sonata for Violin and Piano.                                                                                                   | Cambra                     | 23                     |
| 1977    | Altitude, per a brass band. | Banda                      | 5                      |
| 1977-78 | Sonata per a piano. | Piano sol                  | 22                     |
| 1978    | Octet, per a orquestra de cambra de 8 músics.                                                                                  | Cambra                     | 10                     |
| 1979    | Flight, per a flauta sola. | Flauta sola                | 8                      |
| 1979-80 | Ringed by the Flat Horizon, per a orquestra.                                                                                   | Orquestal                  | 20                     |
| 1980    | Duo, cello, piano. | Cambra                     | -                      |
| 1981    | Sortilèges, per a piano. | Piano sol                  | 11                     |
| 1981    | A Mind of Winter (text de Wallace Stevens), per a soprano i orquestra.                                                         | Orquestra / vocal          | 10                     |
| 1982    | At First Light, per a orquestra de cambra de 14 músics.                                                                        | Orquestra de cambra        | 20                     |
| 1982    | Meditation on Haydn's Name, per a piano (encàrrec de la BBC per a celebrar el 250è aniversari del naixement de Haydn).         | Piano sol                  | 3                      |
| 1982-85 | Three Studies, per a piano [I. Meditation on Haydn's Name - II. Relativity Rag - III. Fantasy on Iambic Rhythm].               | Piano sol                  | 18                     |
| 1983    | Fanfare for Aquarius, per a orquestra de cambra de 15 músicss                                                                  | Orquestra de cambra        | 1                      |
| 1984    | Relativity Rag, per a piano.                                                                                                   | Piano sol                  | 4                      |
| 1985    | Fantasy on Iambic Rhythm, per a piano.                                                                                         | Piano sol                  | 12                     |
| 1985    | Panorama. Tape piece (estéreo)                                                                                                 | Electrònica                | 3                      |
| 1985    | Jubilation, per a orquestra i grup d'infants mixt.                                                                             | Orquestral                 | 10                     |
| 1987    | Antara, per a 16 músics i electronics                                                                                          | Orquestral / electrònica   | 20                     |
| 1989-93 | Sudden Time, per a gran orquestra.                                                                                             | Orquestal                  | 15                     |
| 1990    | Upon Silence (W. B. Yeats), per a mezzo-soprano i conjunt de corda de 7 músics (o mezzo soprano i 5 viols)                     | Cambra / vocal             | 10                     |
| 1993-95 | Three Inventions per a Orquestra de Cambra                                                                                     | Orquestra de cambra        | 15                     |
| 1995    | Fantasia VII (Purcell, arranjat per George Benjamin), per a conjunt de cambra de 4 músics                                      | Cambra                     | 5                      |
| 1996    | Sometime Voices (Shakespeare), per a baríton sol, SATB chorus i orquestra                                                      | Orquestral / vocal         | 9                      |
| 1997    | Viola, Viola, per a duo de violes                                                                                              | Cambra                     | 10                     |
| 1998-99 | Palimpsest I, per a orquestra                                                                                                  | Orquestal                  | 20                     |
| 2000    | Palimpsests II, per a orquestra                                                                                                | Orquestal                  | 20                     |
| 2000    | Derive 75 (per al 75è aniversari de Pierre Boulez), piano.                                                                     | Piano sol                  | -                      |
| 2001    | Shadowlines. Sis `preludis canònics per a piano                                                                                | Piano sol                  | 15                     |
| 2001    | Tres miniatures per a violí solo                                                                                               | Violí sol                  | 7                      |
| 2002    | Olicantus, per a ensemble de càmara de 15 músics                                                                               | Orquestra de cambra        | 4                      |
| 2004    | Récit de tierce en taille, per a orquestra (Nicolas de Grigny, arranjat per George Benjamin)                                   | Orquestal                  | 5                      |
| 2004    | Piano Figures. 10 peces per a piano solo                                                                                       | Piano sol                  | 14                     |
| 2004-05 | Dance Figures, per a orquestra                                                                                                 | Orquestal                  | 18                     |
| 2006    | Into the Little Hill. Un conte líric en dues parts, per a soprano, contralt i conjunt de 15 músics                             | Òpera                      | 40                     |
| 2008    | Duet, per a piano i orquestra                                                                                                  | Orquestral (piano solista) | 12                     |
| 2010    | Two or Four, per a piano solo                                                                                                  | Piano sol                  | 2                      |
| 2010-12 | Written on Skin, òpera | Òpera                      | 95                     |
| 2015    | Dream of the Song, per a orquestra, contratenor i cor femení, amb text de Ibn Gabirol, Samuel HaNagrid i Federico Garcia Lorca | Orquestral / vocal         | 20                     |
| 2018    | Lessons in Love and Violence, òpera                                                                                            | Òpera                      | 90                     |